# Widdringtonia juniperoides
Widdringtonia juniperoides är en cypressväxtart som först beskrevs av Carl von Linné, och fick sitt nu gällande namn av Stephan Ladislaus Endlicher. Widdringtonia juniperoides ingår i släktet Widdringtonia och familjen cypressväxter. Inga underarter finns listade i Catalogue of Life.